# Nikolaj Marinčevski
Nikolaj Marinčevski (in bulgaro Николай Маринчевски?; Plovdiv, 18 settembre 1957 – 11 agosto 2023) è stato uno schermidore bulgaro, specializzato nella sciabola. Ha vinto una medaglia di bronzo ai Campionati mondiali di scherma.